# 阿尔乔姆·奥库洛夫
阿尔乔姆·马克西莫维奇·奥库洛夫（俄语：Артём Максимович Окулов，1994年5月5日—），俄罗斯男子举重运动员，2010年夏季青年奥运会男子77公斤级金牌得主、2013年世界大运会男子85公斤级银牌得主、2017年欧洲举重锦标赛男子85公斤级银牌得主。